# K.Flay
Kristine Meredith Flaherty, née le 30 juin 1985, connue sous le nom de scène K. Flay, est une chanteuse, compositrice américaine originaire de Wilmette, Illinois.
Son album Life as a Dog, sorti en 2014, a atteint la seconde place du classement « Heatseekers Albums », et la quatorzième place du classement « Rap Albums ». En 2016, elle signe avec Interscope Records. K. Flay a été nommée pour deux prix lors de la 60e cérémonie des Grammy Awards pour le prix du meilleur album non-classique (Every Where Is Some Where) et pour la meilleure chanson rock (Blood in the Cut).

## Biographie
Flaherty grandit à Wilmette, Illinois, une banlieue au nord de Chicago. Elle fréquente le lycée New Trier Township.
Ses parents divorcent lorsqu'elle n'a que sept ans. Peu de temps après, sa mère se remarie, agrandissant la famille. Elle décrit son style de l'époque comme celui d'un garçon manqué, préférant les vêtements larges et rejetant « les trucs de filles ».
Son père, guitariste aimant tous les genres musicaux, meurt, alors qu'elle est âgée de 14 ans. Beaucoup de ses chansons lui rendent hommage.
En 2003, elle entre à l'Université Stanford en Californie pour étudier la psychologie et la sociologie. Selon Flaherty, de nombreuses personnes qu'elle a rencontrées au cours de son passage à l'université Stanford ont influencé son style musical.

### Carrière

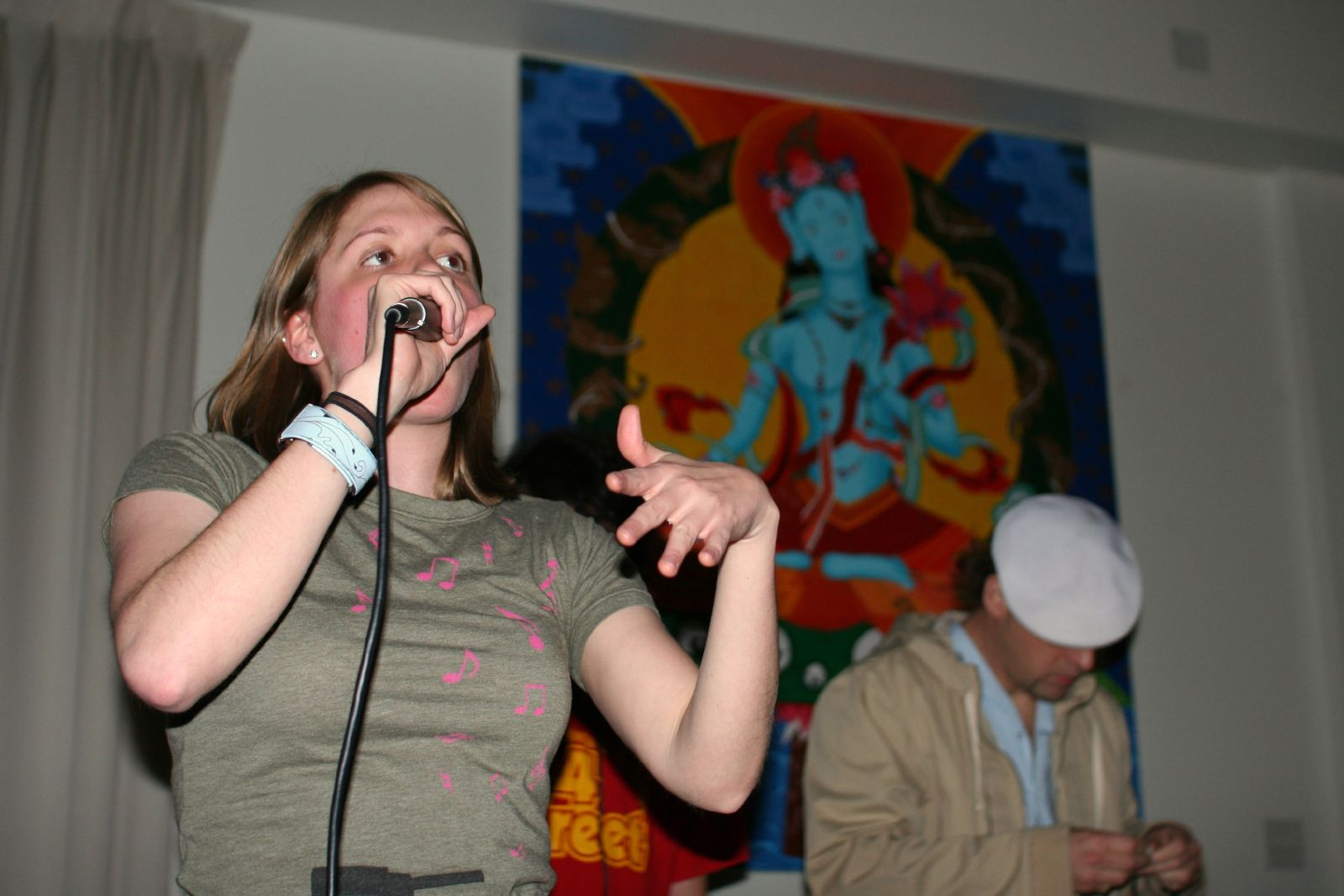
K. Flay rappant à l'Université Stanford en 2007.

K. Flay commence sa carrière musicale en 2003, pensant alors que la plupart des hits hip-hops passant à la radio sont « simplistes, misogynes et conventionnels ». Après s'être vantée à une amie qu'elle pourrait écrire des chansons similaires, elle écrit Blingity Blang Blang, qu'elle décrit comme une « parodie de rap modeste qui contenait beaucoup trop d'obscénités ». Après avoir écrit et chanté la chanson, Flaherty réalise qu'elle apprécie écrire et enregistrer.
Flaherty continue à expérimenter avec la musique en écrivant des chansons et en réalisant leur enregistrement sur son ordinateur. En 2005, elle sort une mixtape, Suburban Rap Queen, qu'elle produit sur son ordinateur portable et commence à se produire sur la scène musicale locale.

### 2008 – 2013: Auto-publication et collaboration avec RCA Records
En 2010, K. Flay sort son EP intitulé K.Flay, et, en 2011, elle publie sa mixtape, I Stopped Caring in '96, qu'elle considère comme un tournant de sa carrière.
K. Flay signe avec RCA Records en 2012, réalisant deux EPs : Eyes Shut (2012) avec des chansons produites par Liam Howlett du groupe Britannique The Prodigy, et What If It Is (2013). Elle quitte RCA Records en 2013, pour des raisons de différences d'opinion. Au moment de quitter RCA Records, elle laisse derrière elle plus de 60 chansons qu'elle a écrite sous contrat, mais dont elle n'a plus les droits. K. Flay compare son expérience avec RCA Records comme « un mauvais mariage. »

### 2014 - 2015: Life as a Dog

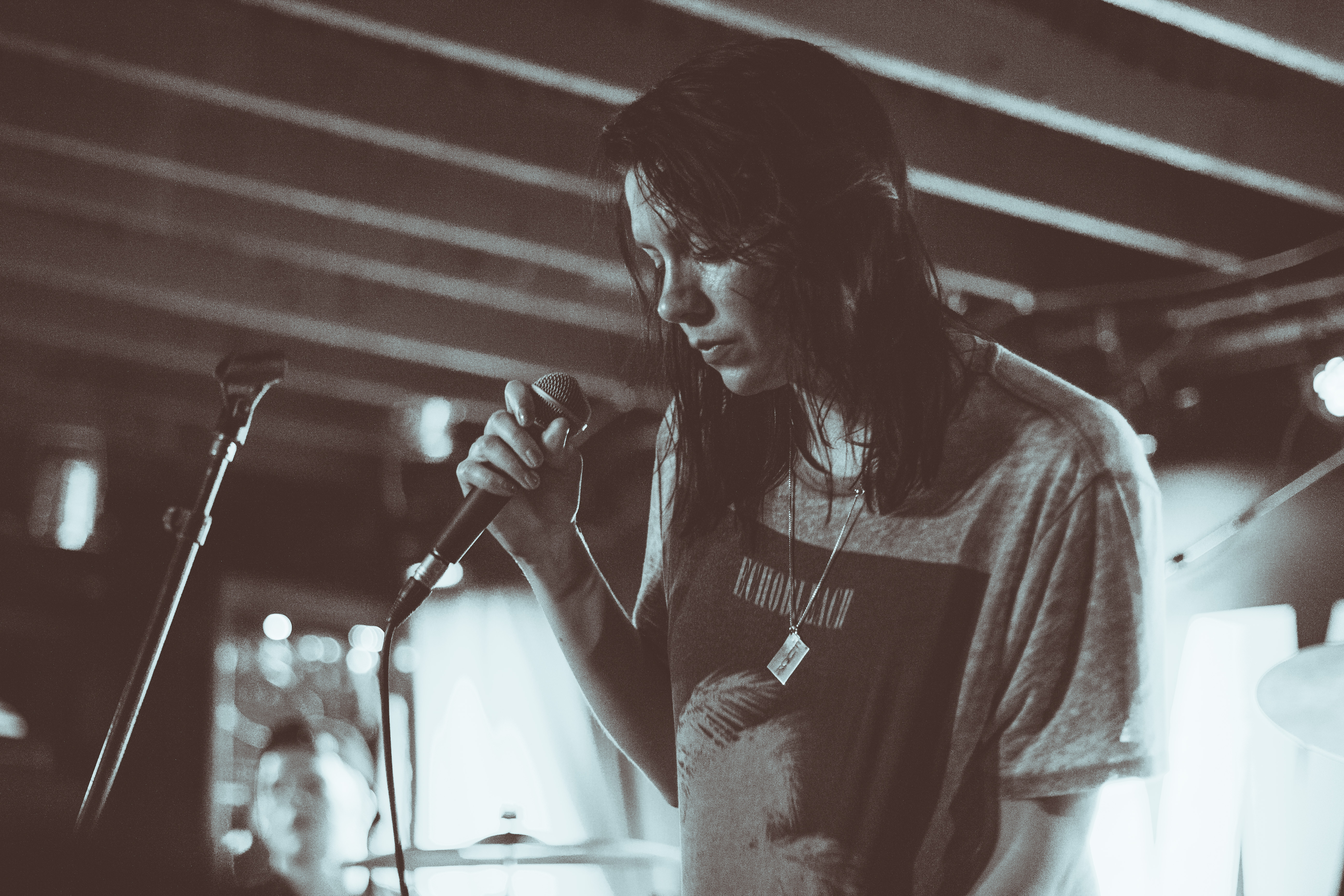
K. Flay à 2014 X Ambassadeurs de concert.

À la fin d'avril 2014, K. Flay annonce la sortie de son album Life as a Dog. En offrant aux fans la possibilité de précommander l'album via PledgeMusic, elle réussit à atteindre 196% de son objectif initial. Elle voulait que le projet soit « indépendant [et] auto-motivé ». Il a été enregistré et produit dans les villes de New York, Los Angeles et San Francisco, notamment au San Francisco's Different Fur.
Life as a Dog est publié de façon indépendante et sort le 10 juin 2014. L'album atteint la quatorzième place du classement Rap Albums et la seconde place du classement Heatseekers Albums. En 2014, K. Flay se produit de nombreuses fois après la sortie de l'album, y compris en tête d'affiche d'une tournée mais aussi en se joignant à des concerts d'Awolnation, third Eye Blind, et Dashboard Confessional. En 2014 et en 2015, elle effectue des tournées en Allemagne, en France et dans d'autres pays Européens.
K. Flay participe également au Warped Tour en 2014, « c'était presque comme un exercice pour devenir un meilleur artiste », raconte-t-elle.
En 2015, K. Flay collabore avec Louis the Child (en) sur leur chanson It's Strange. Le single a été salué par Taylor Swift, qui ajoute It's Strange à sa playlist intitulée « Chansons Qui Vont Rendre la Vie Extraordinaire ». Le titre est aussi présent sur la bande-son de FIFA 16. La chanson atteint le rang 38 du classement Hot Dance/Electronic Songs

### 2016 - 2017: Crush Me et Every Where Is Some Where

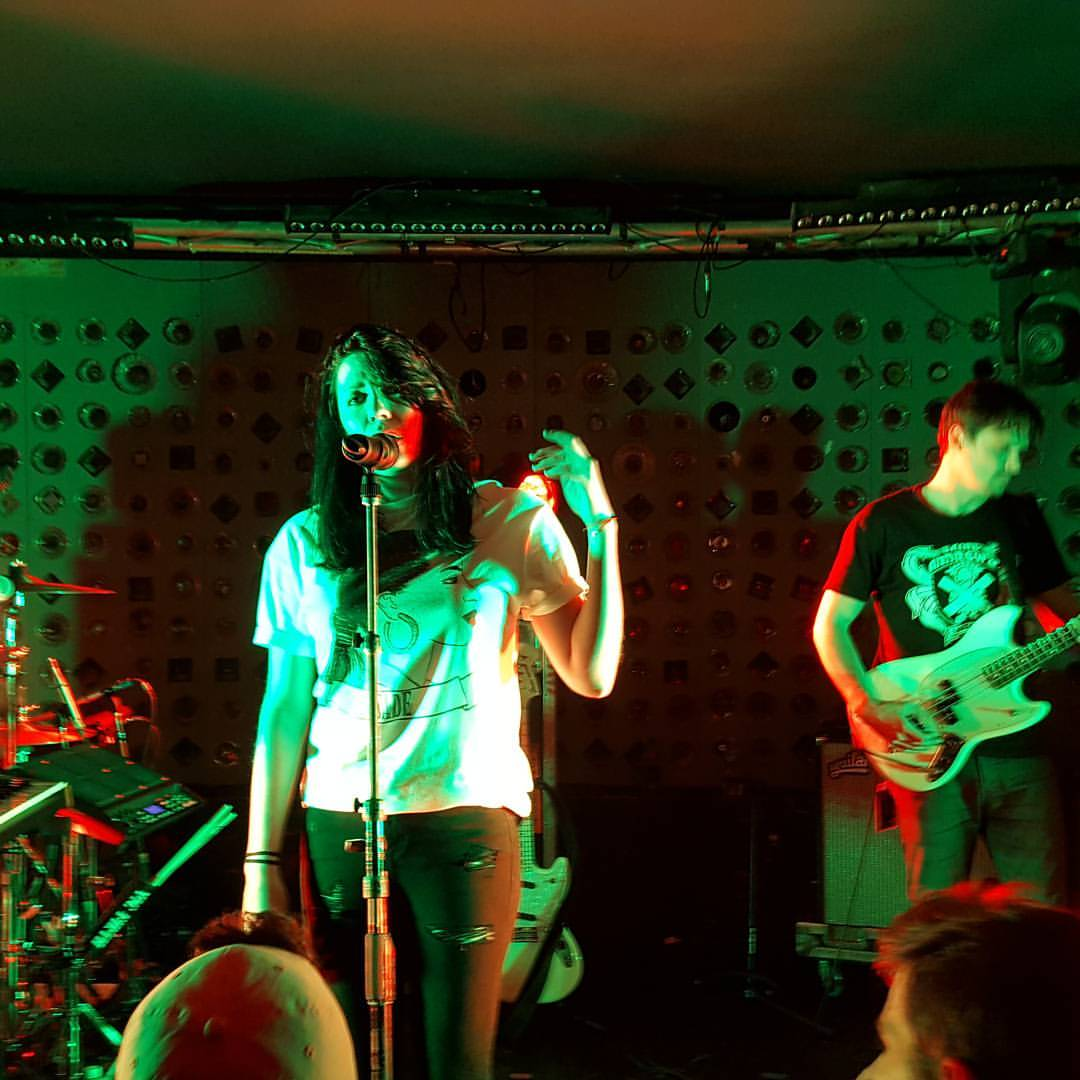
K. Flay spectacle en novembre 2016.

Le 25 mars 2016, K. Flay sort son single FML.
Plus tard la même année, le 9 août 2016, K. Flay annonce qu'elle a signé avec Night Street Records, une division d'Interscope Records. Son EP Crush Me est publié 10 jours plus tard, le 19 août. Sa chanson Blood in the Cut apparaît sur la bande sonore du film xXx: Return of Xander Cage, dans la série originale Netflix BoJack Horseman (saison 4, épisode 6), et en 2017 dans une promo commerciale de la NFL.
Son album Every Where Is Some Where sort le 7 avril 2017. Le premier single de l'album, High Enough, sort en mars 2017. Elle est également invitée spéciale pour la tournée Evolve Tour d'Imagine Dragons. En septembre 2017, Flay publie le livre Crush Me, une compilation de notes reçues de la part de ses fans.
À la 60e cérémonie des Grammy Awards, Blood in the Cut reçoit une nomination pour la Meilleure Chanson Rock et Every Where Is Some Where est nommé pour la Meilleure conception d'album, non-classique.

### 2018 - à nos jours: Solutions
En février 2018, K.Flay compose et interprète Run For Your Life pour le film Tomb Raider. Sortie en tant que single, elle figure au générique de fin du film.
Le K.Flay sort le single Bad Vibes le 19 mars 2019, et annonce via la description de la vidéo YouTube le nom de son nouvel album. Elle dévoilera les titres ainsi que la date de sortie de l'album sur son site le 3 avril de la même année. L'album s'appelle donc Solutions et sort le 12 juillet 2019.
L'album sera notamment composé des singles Bad Vibes, This Baby Don't Cry et Sister.
En 2020, elle participe à la bande originale du film Birds of Prey avec la chanson Bad Memory, composée spécialement pour l'occasion.

## Style Musical et influences
K.Flay cite Lauryn Hill, M.I.A., Missy Elliott, Metric, Cat Power, Liz Phair, Garbage, Royal Blood, Tame Impala, Shlohmo, OutKast et Jeremih comme étant les artistes qui l'ont influencée,,.
Elle décrit sa musique comme un « genre défiant les désignations classiques » et comme étant inspirée par la lo-fi pop et le hip-hop avec une forte composante indie.

## Discographie

### Albums Studio
| Année | Album | Classement | Classement | Classement      | Classement |
| Année | Album | NOUS       | NOUS Rap   | NOUS la Chaleur | PEUT       |
| ----- | --- | ---------- | ---------- | --------------- | ---------- |
| 2014  | Life as a Dog - Sortie: 24 juin 2014 - Label: Bummer Picnic Records - Format: CD, téléchargement, LP               | 133        | 14         | 2               | —          |
| 2017  | Every Where Is Some Where - Sortie: 7 avril 2017 - Label: Interscope Night Street - Format: CD, téléchargement, LP | 118        | —          | 1               | 50         |

### Compilations et mixtapes
| Année | Titre                   | Label        |
| ----- | ----------------------- | ------------ |
| 2004  | Suburban Rap Queen      | Flayzer Beam |
| 2009  | Mashed Potatoes         | Flayzer Beam |
| 2011  | I Stopped Caring in '96 | Flayzer Beam |
| 2013  | West Ghost              | Flayzer Beam |

### EPs
| Année | Titre         | Label       |
| ----- | ------------- | ----------- |
| 2010  | K.Flay        | Auto-publié |
| 2012  | Eyes Shut     | RCA         |
| 2013  | What If It Is | RCA         |
| 2016  | Crush Me      | Interscope  |

### Collaborations
| Année | Titre                | Autre Artiste | Label               |
| ----- | -------------------- | ------------- | ------------------- |
| 2009  | Single and Famous EP | MC Lars       | Horris/Flayzer Beam |

### Singles

#### En tant qu'artiste principal
| Titre                                                                                    | Année | Classement | Classement      | Album                     |
| Titre                                                                                    | Année | NOUS Alt.  | NOUS Principal. | Album                     |
| ---------------------------------------------------------------------------------------- | ----- | ---------- | --------------- | ------------------------- |
| 2 Weak                                                                                   | 2011  | —          | —               | Hors album                |
| Fuck & Run                                                                               | 2011  | —          | —               | Hors album                |
| Rest Your Mind (featuring Felix Cartal)                                                  | 2012  | —          | —               | Hors album                |
| LA Again                                                                                 | 2012  | —          | —               | Hors album                |
| Hail Mary (featuring Danny Brown)                                                        | 2013  | —          | —               | What If It Is             |
| Rawks                                                                                    | 2013  | —          | —               | What If It Is             |
| Make ME Fade                                                                             | 2014  | —          | —               | Life as a Dog             |
| FML                                                                                      | 2016  | —          | —               | Hors album                |
| Blood In The Cut                                                                         | 2016  | 4          | 18              | Crush Me                  |
| Black Wave                                                                               | 2017  | —          | —               | Everywhere Is Somewhere   |
| High Enough                                                                              | 2017  | 20         | —               | Everywhere Is Somewhere   |
| Giver                                                                                    | 2017  | 25         | —               | Everywhere Is Somewhere   |
| Run For Your Life                                                                        | 2018  | —          | —               | Pour le film Tomb Raider  |
| Bad Vibes                                                                                | 2019  | —          | —               | Solutions                 |
| This Baby Don't Cry                                                                      | 2019  | —          | —               | Solutions                 |
| Sister                                                                                   | 2019  | —          | —               | Solutions                 |
| Bad Memory                                                                               | 2019  | —          | —               | Birds of Prey - The Album |
| "—" désigne un single qui n'a pas de graphique ou n'a pas été publié dans ce territoire. |       |            |                 |                           |

#### Collaborations
| Titre                  | Artiste principal | Année |
| ---------------------- | ----------------- | ----- |
| It's Strange           | Louis the Child   | 2015  |
| Favorite Color Is Blue | Robert DeLong     | 2018  |

### Clips musicaux
| Titre                               | Année | Directeur(s)                    |
| ----------------------------------- | ----- | ------------------------------- |
| Party                               | 2011  | Frank Door,                     |
| Less Than Zero                      | 2011  | Frank Door,                     |
| Doctor Know                         | 2011  | Frank Door,                     |
| We Hate Everyone                    | 2012  | Erik Beck                       |
| Rest Your Mind (feat. Felix Cartal) | 2012  | Mariana Blanco                  |
| Sunburn (Live)                      | 2012  | Emily Dyan Ibarra, Mark Spencer |
| The Cops                            | 2013  | Mariana Blanco                  |
| Rawks                               | 2013  | Ben Fee                         |
| Thicker Than Dust                   | 2014  | Frank Door                      |
| Everyone I Know                     | 2014  | OMG! Everywhere                 |
| Make Me Fade                        | 2014  | Ben Fee                         |
| Can't Sleep                         | 2015  | Emily Ibarra                    |
| FML                                 | 2016  | Ken Edge                        |
| Blood In The Cut                    | 2016  | TJ Andrade                      |
| Black Wave                          | 2017  | Jeremy Cole                     |
| High Enough                         | 2017  | Lorraine Nicholson              |
| Slow March                          | 2018  | Tom Cole                        |

### Collaborations
| Année | Morceaux                                                     | Album                                                      |
| ----- | ------------------------------------------------------------ | ---------------------------------------------------------- |
| 2008  | We Have Arrived (featuring K.Flay & the Former Fat Boys)     | The Digital Gangster LP                                    |
| 2008  | Guinevere (featuring K.Flay)                                 | The Digital Gangster LP                                    |
| 2008  | Other People's Property (featuring Beefy, K.Flay, MC Router) | The Digital Gangster LP                                    |
| 2013  | Hail Mary (featuring Danny Brown)                            | Need for Speed: Rivals                                     |
| 2013  | Ribcage (featuring K. Flay)                                  | Heart on My Sleeve                                         |
| 2013  | Easy Fix                                                     | This Is the End: Original Motion Picture Soundtrack        |
| 2015  | Golden Features – Telescope (featuring K.Flay)               | XXIV                                                       |
| 2015  | Say It (featuring K. Flay)                                   | Dopamine                                                   |
| 2015  | Promise (featuring K. Flay)                                  | Automatic                                                  |
| 2015  | It's Strange (featuring K. Flay)                             | Single                                                     |
| 2016  | Louis the Child – It's Strange (featuring K.Flay)            | FIFA 16                                                    |
| 2016  | Blood in the Cut                                             | NBA 2K17                                                   |
| 2017  | Blood in the Cut                                             | xXx: Return of Xander Cage (Music from the Motion Picture) |
| 2017  | Heartbreak Summer (featuring K. Flay)                        | Ego                                                        |
| 2017  | Black Wave                                                   | Need for Speed: Payback, Asphalt 9: Legends                |
| 2018  | Make It Up as I Go (Mike Shinoda featuring K.Flay)           | Post Traumatic                                             |
| 2020  | Peaches (Grandson featuring K.Flay)                          | Text Voter XX to 40649                                     |